# Jeudi noir (2019)
Cet article concerne le jeudi noir du 27 juin 2019. Pour celui du 26 janvier 1978, voir Jeudi noir (Tunisie, 1978). Pour les autres homonymes, voir Jeudi noir.
 (novembre 2019).
- Si vous ne connaissez pas le sujet, laissez ce bandeau (vous pouvez alors contacter les auteurs).
- Si vous supprimez le contenu mis en cause (vous pouvez préalablement contacter les auteurs),

argumentez précisément cette suppression dans la page de discussion
(un manque de référence n'est pas un argument ; une recherche réelle de référence doit avoir été effectuée, être formellement documentée).
Le terme « Jeudi noir » désigne les incidents survenus le jeudi 27 juin 2019 en Tunisie, marqués par deux explosions et l'hospitalisation du président Béji Caïd Essebsi[style à revoir].

## Contexte

### Terrorisme et saison touristique
À partir de la révolution de 2011, la Tunisie connaît une période d'insécurité et de violences sans précédent. Cette période est marquée par l'assassinat politique de Chokri Belaïd le 6 février 2013, ainsi que celui de Mohamed Brahmi le 25 juillet 2013. Cette insécurité se traduit également par des attentats touchant principalement les zones de concentration de touristes. En effet, le secteur du tourisme représente 7% du PIB en Tunisie. Ainsi, le 10 mars 2015, l'attaque du musée du Bardo fait 24 morts, dont 21 étrangers, et 45 blessés, et entraîne une chute. Un autre attentat se produit à Sousse le 21 juin 2015 et fait 38 morts, tous étrangers. Ces deux attentats ont des répercussions énormes sur le tourisme des années qui suivent ces deux incidents,. 
Après ces deux attentats de 2015, l'état sécuritaire du pays s'améliore et le terrorisme commence à s'estomper. Cependant, le 29 octobre 2018, une femme kamikaze de 30 ans se fait exploser au centre de la capitale Tunis, à l'Avenue Habib-Bourguiba, visant apparemment des sécuritaires. Cette explosion fait vingt blessé, dont aucun blessé grave. Bien que l'attentat soit considéré par une majorité comme ayant échoué, le président de la République, Béji Caïd Essebsi, déclare que « nous avions pensé avoir éradiqué le terrorisme dans les villes », mais affirme que « ce n'est pas le cas »,. Après cet attentat, plusieurs se sont fait avorter,,. Malgré cet attentat, la saison touristique de 2018 se révèle réussie.  
En 2019, le nouveau Ministre du Tourisme René Trabelsi annonce qu'il ambitionne une saison touristique qui atteindrait le 9 million de touristes. La Tunisie prépare donc cette saison en assurant une sécurité rétablie et stable. Ainsi, dès le mois de mai 2019, l'arrivée de plusieurs touristes et l'augmentation des recettes touristiques de 37,7%,.

### État de santé du président

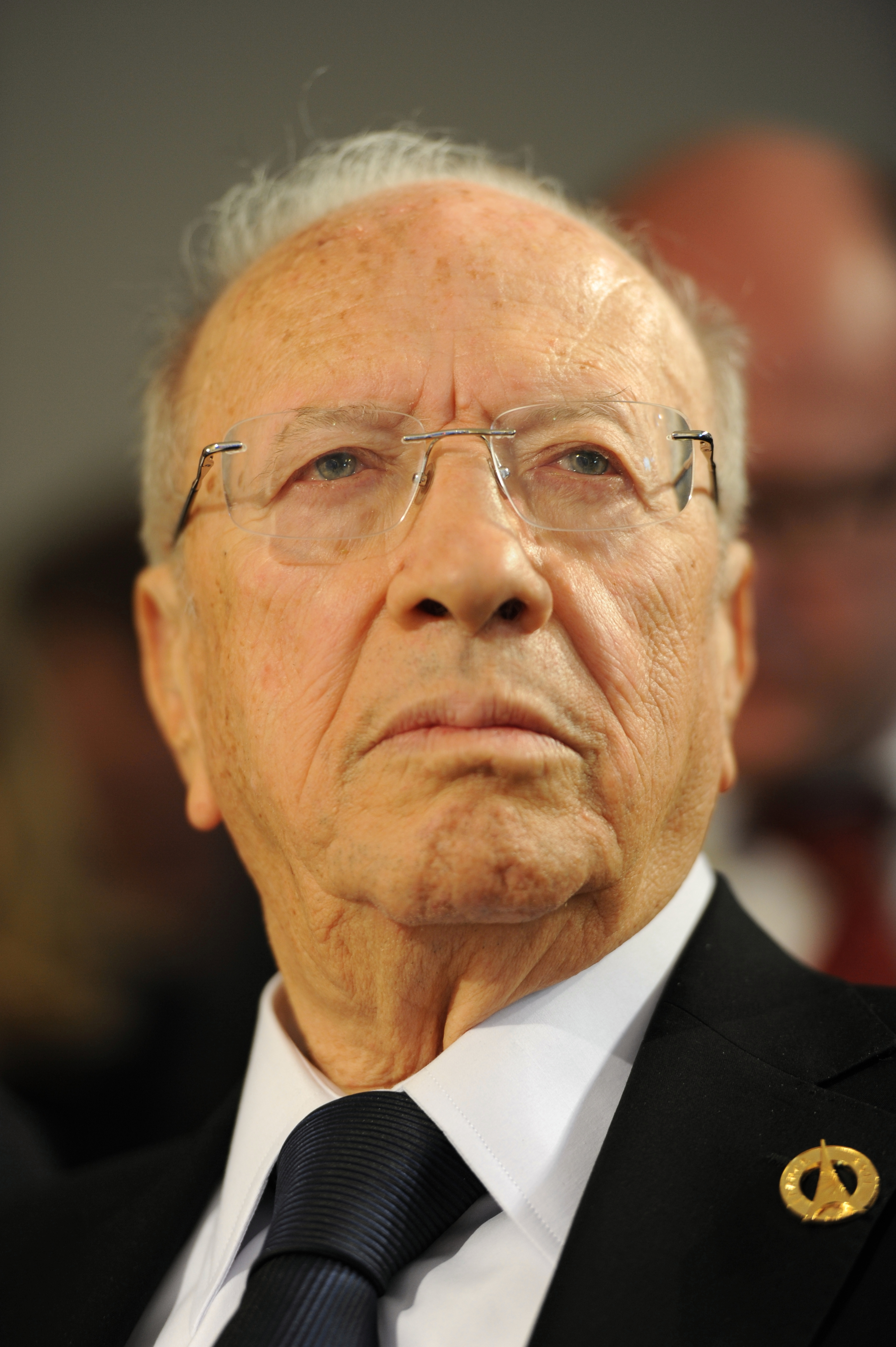
Béji Caïd Essebsi en 2011.

Élu en 2014, le président Béji Caïd Essebsi fête ses 92 ans le 29 novembre 2018 après près de quatre ans au pouvoir. En 2019, il entre dans sa dernière année au pouvoir en attendant l'élection présidentielle qui devait se dérouler le 17 novembre 2019. À l'approche de ces élections, son parti Nidaa Tounes le voit comme candidat naturel du parti pour ces échéances. Cependant, durant le congrès du parti le 6 avril 2019, Béji Caïed Essebsi est présent et annonce ne pas vouloir se porter candidat.
En mai 2019, des rumeurs concernant l'état de santé du président commencent à circuler, mais ils sont rapidement démentis. Le samedi 21 juin 2019, il est admis à l'hôpital militaire de Tunis à la suite d'une légère intoxication alimentaire accompagnée de fièvre, mais son état est jugé normal et ses proches affirment qu'il se porte bien mais que les médecins ont préféré le garder en observation pendant quelques heures. Il quitte l'hôpital le lendemain matin et annonce la reprise de ses activités pour lundi.

## Déroulement

### Attentats

#### Explosions
À l'aube, vers trois heures et demi du matin, une station d'émission radiophonique de Djebel Orbata dans le gouvernorat de Gabès est attaquée par des éléments terroristes qui ouvrent le feu sans faire de victimes ni de dégâts matériels. Une intervention rapide des forces militaires les poussent à fuir.
Vers onze heures de la matinée, une explosion se fait entendre au croisement de la rue Charles de Gaulle et l'avenue France au centre-ville de Tunis. Un premier bilan déclare un policier de trois citoyens blessés ainsi qu'un sécuritaire, Mehdi Zammali qui succombe à ses blessures et le terroriste qui est mort dans l'explosion. Quelques minutes après cette première explosion, une autre survient dans le parking du siège de la brigade antiterrorisme à El Gorjani causée par une ceinture explosive avec laquelle l'individu cherchait à s'infiltrer dans le bâtiment et a échoué. Cette seconde explosion a fait quatre blessés et le terroriste est identifié. Des recherches préliminaires ont permis d'établir un lien entre les deux explosions, et déclarent que les terroristes visaient  les forces de sécurité. À la suite de ces deux explosions, des rumeurs circulent sur une troisième explosion qui aurait eu lieu à Sousse mais elles sont démenties.

#### Réactions
Peu de temps après les explosions, la vie semble reprendre son cours près des lieux des explosions, et les citoyens chantent l'hymne et appellent à l'union nationale, et montrent leur indignation face au terrorisme. Trois heures après la première explosion à Tunis, le chef du gouvernement Youssef Chahed se rend à l'Avenue Habib-Bourguiba, lieu proche du site de la première explosion, en compagnie du ministre de l'intérieur Hichem Fourati puis se rend ensuite au siège de la brigade antiterrorisme à El Gorjani, lieu de la seconde explosion,. L'aéroport international de Tunis-Carthage annonce vers quinze heures la mise en place de mesures de sécurité strictes qui sont généralement prises uniquement en cas d'urgence. Le ministre de l'intérieur ainsi que la ministre de la santé par-intérim Sonia Ben Cheikh se rendent au chevet des blessés à l'hôpital Charles Nicolle et rendent compte de leur état stable. 
Dans la soirée, les attaques sont revendiquées par l'État islamique.

#### Réactions internationales
- France — Le Président de la République française Emmanuel Macron condamne fermement le double attentat[31].
- États-Unis — L'ambassade des États-Unis condamne également l'attentat et la qualifie d'une tentative échouée de perturber les progrès de la Tunisie en matière de sécurité et de démocratie[32].
- Canada — L'ambassade du Canada exprime sa solidarité avec le peuple tunisien et assure rester à leur côté pour combattre le terrorisme[32].

### Hospitalisation de Béji Caïd Essebsi

#### État de santé

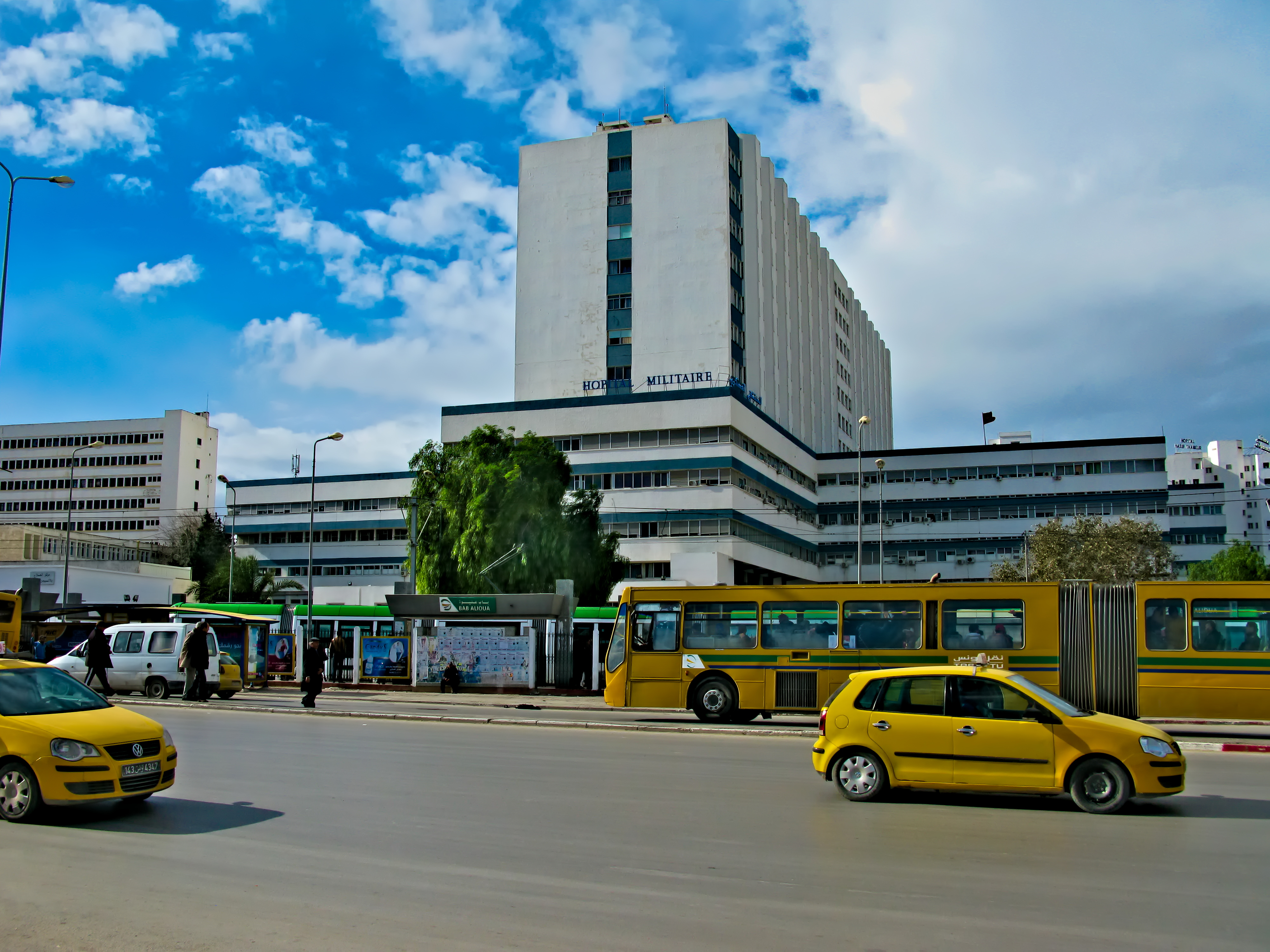
Hôpital militaire de Tunis

Deux heures après la première explosion à la capitale, la Présidence de la République annonce dans un communiqué que le président Béji Caïd Essebsi a été victime d'un malaise aigu qui a nécessité son transfert à l'hôpital militaire de Tunis. Sa situation est qualifiée de grave, mais la porte-parole de la présidence de la république, Salma Garrache, annonce quelques heures après que le président a subi des examens médicaux et que son état de santé du président est stable. Durant le reste de la journée, le président reçoit à son chevet le chef du gouvernement Youssef Chahed, le président de l'Assemblée des représentants du peuple Mohamed Ennaceur et son fils Hafedh Caïd Essebsi.

Le président quitte l'hôpital le 1er juillet 2019.

#### Rumeurs
Dès que le président a été admis à l'hôpital militaire de Tunis, des rumeurs concernant son décès se relayent partout sur les réseaux sociaux, et ce à cause du silence assourdissant des autorités qui refusent de donner des informations plus précises sur l'état du président. De plus, des personnalités politiques tel que la fille de Rached Ghannouchi, président du mouvement Ennahdha, ainsi que des députés de l'assemblée des représentants du peuple ou encore des proches du parti Nidaa Tounes, fondé par le président, ont fait allusion au décès du chef de l'État qui ont été même affirmés à tort par des journaux étrangers. Des personnalités proches du président, dont son fils Hafedh Caïd Essebsi ainsi que le conseiller du président Firas Guefrech et Nourredine Ben Ticha, ont par ailleurs démenti ces rumeurs,,. La présidence de la République dément également les différentes rumeurs par des communiqués sur les réseaux sociaux,.
Malgré les nombreux démentis, des rumeurs persistent. Une image du président à sa sortie de l'hôpital est rendue publique le jour même, mettant fin à toutes les rumeurs.

#### Vacance de pouvoir

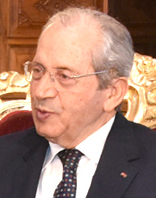
Mohamed Ennaceur en 2016

Lorsque le président Béji Caïed Essebsi a été amis à l'hôpital, la question de vacance de pouvoir commence à se poser. Mohamed Ennaceur, président de l'Assemblée des représentants du peuple, se réunit avec les chefs des blocs parlementaires. Ils déclarent à l'unanimité qu'il n'y a aucune vacance de pouvoir.
D'autres personnalités appellent à déclarer une vacance au poste de la présidence de la république dont Chafik Sarsar, ancien président de l'Instance supérieure indépendante pour les élections.
Par ailleurs, plusieurs personnalités transmettent des messages de soutien au président pour lui souhaiter un prompt rétablissement, dont Rached Ghannouchi. 
En septembre 2019, dans le cadre de la campagne de l'élection présidentielle tunisienne de 2019 à laquelle il est candidat, le ministre de la Défense Abdelkrim Zbidi qu'il aurait eu l'intention de fermer le siège de l'Assemblée des représentants du peuple, et mis en état d'alerte les unités militaires afin d'empêcher toute tentative de coup d'État et en a même informé le chef du gouvernement Youssef Chahed. Il affirme ainsi que la réunion des blocs parlementaires était une tentative de coup d'État qui aurait été orchestrée par Abdelfattah Mourou profitant des rumeurs et de l'état de santé du Président de la République, avant d'être désamorcée par l'arrivée de Mohamed Ennaceur dont l'absence aurait été prévue à la suite d'un malaise. En effet, le jour de la réunion, certaines parties politiques ont prétendu que le Président de l'Assemblée des représentants du peuple était malade et incapable d'assurer son rôle. Abdelfattah Mourou démentira de son côté ces accusations dont il ne voit aucun fondement et annoncera qu'il a pris contact lui-même avec Mohamed Ennaceur à la suite de l'appel des députés d'organiser la réunion. Cependant, d'autres sources affirment que c'est Sofien Toubel qui a pris contact avec Mohamed Ennaceur pour être présent à la réunion,.

## Suites

### Saison touristique
Malgré ces deux attentats, le Ministère du Tourisme annonce qu'aucune annulation de réservation d'hôtel n'a été opérée, ni aucune annulation de séjour durant les quatre jours qui suivent. L'ambassadeur de France en Tunisie a par ailleurs affirmé que le million de touristes français sera atteint.
La saison touristique sera tout de même un succès, sans être influencé par le double-attentat. Neuf millions de touristes sont attendus. Jusqu'à octobre, 7,5 millions de touristes sont reçus, soit une augmentation de 14,8% par rapport à 2018.
Dans un sondage du 11 juillet 2019, 78,3 % des tunisiens interrogés considèrent que la situation sécuritaire s'est améliorée.

### Décès de Béji Caïd Essebsi
Quittant l'hôpital le 1er juillet 2019, Béji Caïd Essebsi a recours à des appels téléphoniques notamment avec le président de l'Assemblée des représentants du peuple, Mohamed Ennaceur. Par ailleurs, il a reçu des appels de plusieurs dirigeants arabes et étrangers,,. Le 5 juillet 2019, il signe le décret appelant les tunisiens aux élections législatives du 6 octobre 2019, ainsi que la prolongation de l'état d'urgence,. 
À la suite de cette crise de santé du président, le parlement décide de voter en urgence pour une Cour constitutionnelle, mais échoue à maintes reprises,,,. L'Assemblée des représentants du peuple a voté le 18 janvier 2019 un amendement de la loi électorale. Plusieurs recours ont été déposés contre cette loi, considérée comme prônant l'exclusion, mais ont été rejetés. Nabil Karoui, candidat à l'élection présidentielle, et victime potentielle de l'amendement de la loi électorale par laquelle il pourrait voir sa candidature refusée, appelle le président de la République Béji Caïd Essebsi à organiser un référendum pour trancher sur cette loi. Le président Caïd Essebsi refuse de promulguer le texte mais ne le renvoie pas à l'Assemblée pour une seconde lecture, ni le soumet au référendum, ce qui est, selon des juristes, contraire à la Constitution qui ne prévoit pas une telle décision. Cette décision pousse la coalition au pouvoir à envisager de prononcer son incapacité, arguant qu'il aurait été forcé à ne pas signer le texte. Mais la loi n'est pas ratifiée et la présidence garde un silence assourdissant sur le sujet, malgré une intervention du fils du président Hafedh Caïd Essebsi. Le 22 juillet 2019, le président de la République reprend du service et reçoit le Ministre de la Défense Abdelkrim Zbidi.

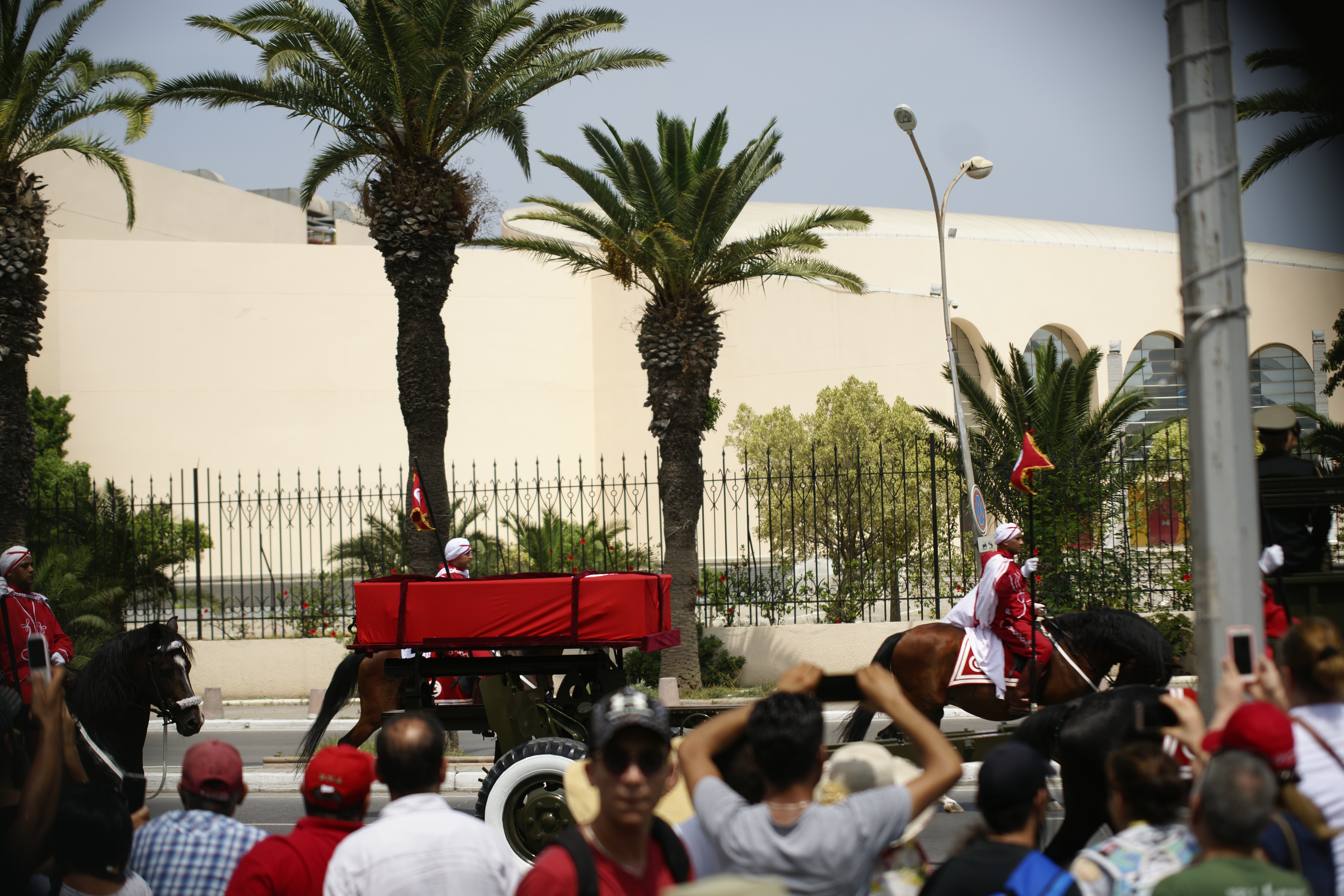
Funérailles de Béji Caïd Essebsi

Le 24 juillet 2019, Béji Caïd Essebsi est à nouveau hospitalisé et admis à l'Hôpital militaire de Tunis. Gardé en soins intensifs, un blackout est imposé sur son état de santé. Le lendemain, le 25 juillet 2019, jour de la fête de la République, le décès du président de la République est annoncé par un communiqué. Par conséquent, la vacance du pouvoir est constatée, mais pour assurer la succession du pouvoir, la constitution prévoit une réunion de la Cour constitutionnelle, qui n'a pas été formée malgré les nombreuses tentatives de l'Assemblée des représentants du peuple. En se passant de cette Cour constitutionnelle, le président de l'Assemblée des représentants du peuple Mohamed Ennaceur applique la constitution et se déclare successeur au poste de président de la République. Il prête serment quelques heures après et devient officiellement Président de la République,. Un deuil national de sept jours est décrété et les funérailles du président défunt ont lieu le 27 juillet 2019 en présence de plusieurs personnalités nationales et étrangères dont des dirigeants et des chefs d'état,.
Tenant à l'application de la constitution, Mohamed Ennaceur décide de ne pas rester à la présidence au-delà des quatre-vingt-dix jours,. Le premier tour de l'Élection présidentielle se déroule donc le 15 septembre 2019, et le second tour a lieu le 13 octobre 2019. Kaïs Saïed est élu président de la République.